# Saltrup
Saltrup er en mindre landsby i Nordsjælland mellem Græsted og Esbønderup. I landsbyen ligger Saltrup Station, som er et trinbræt med togafgange til Hillerød og Gilleleje. Den ligger i Gribskov Kommune og hører til Region Hovedstaden.
|  | Denne artikel om lokaliteten Saltrup kan blive bedre, hvis der indsættes et (bedre) billede. Du kan hjælpe ved at afsøge Wikimedia Commons for et passende billede eller lægge et op på Wikimedia Commons med en af de tilladte licenser og indsætte det i artiklen. |

56°03′25″N 12°19′30″Ø / 56.05694°N 12.32500°Ø